# Unidad Especial de Intervención (Costa Rica)

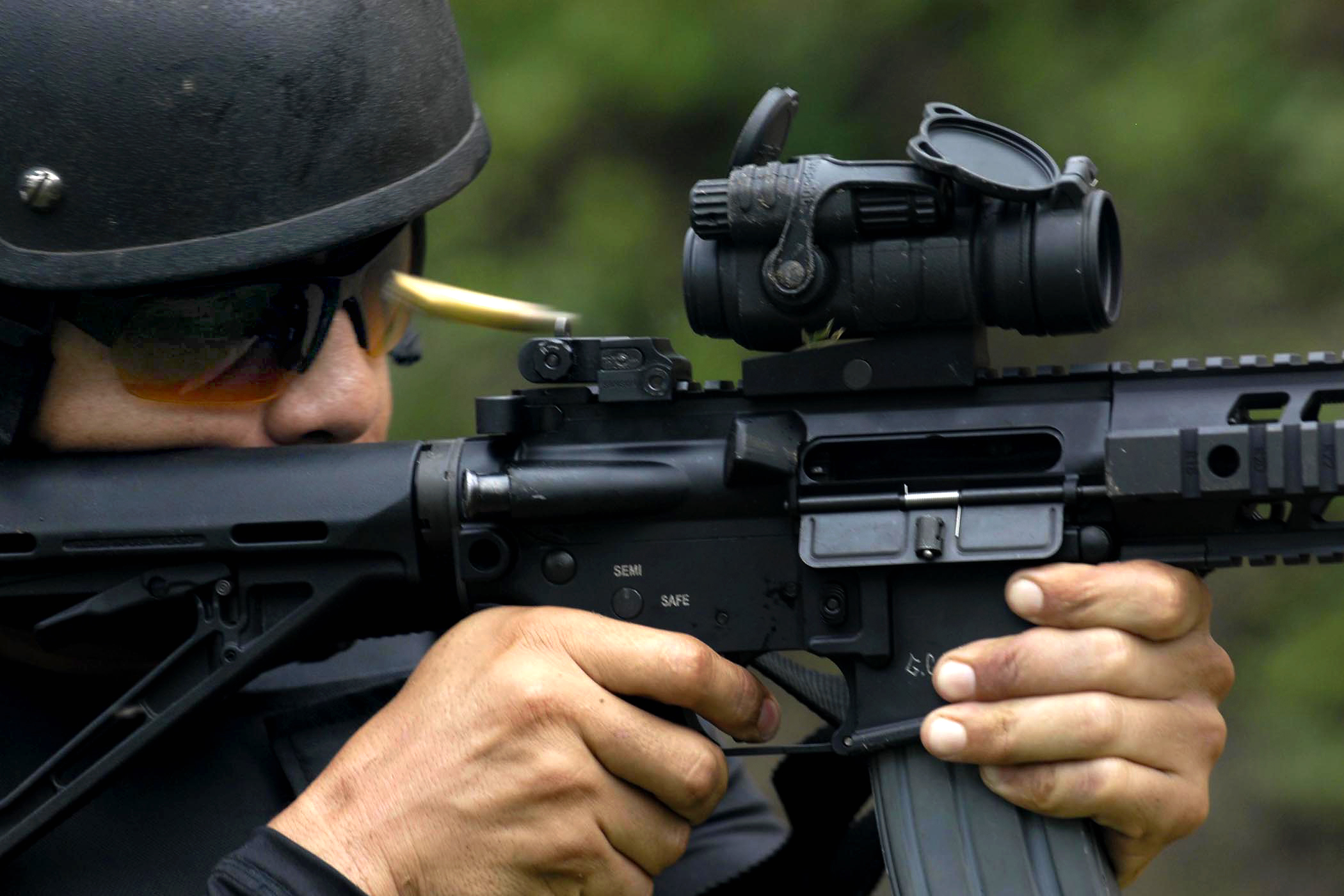
Ein Mitglied der UEI an der Fuerzas Commando

Unidad Especial de Intervención (UEI) ist eine Spezialeinheit des Direccion de Inteligencia y Seguridad Nacional in Costa Rica und wurde 1982 gegründet. Die Einheit hat jetzt 70 Mitglieder und ist schwer bewaffnet und gut ausgebildet. Sie wird für VIP-Schutz, Geiselbefreiung und gegen schwerbewaffnete Kriminelle eingesetzt. Die UEI nutzt elfköpfige Angriffteams, die in dreiköpfige Subteams eingeteilt werden. Die in San José ansässige Einheit wurde von Teams aus Panama, Israel, Amerika, Argentinien und Spanien trainiert.
An der UEI wird kritisiert, dass mit ihr polizeiliche Aufgaben militarisiert werden, obwohl Costa Rica 1948 das Militär abgeschafft hat (siehe Streitkräfte Costa Ricas). So hat auch die UEI mehrmals an den Fuerzas Commando Wettbewerben, ein Manöver, welches vom SOCSOUTH organisiert wird, teilgenommen und einmal sogar gewonnen.